# Chopok
Le Chopok, culminant à 2 024 mètres d'altitude, est un pic du massif des Basses Tatras dans les Carpates occidentales de Slovaquie.

## Activité
Jasná, la plus importante station de sports d'hiver, se trouve sur le versant nord du Chopok ; sur son versant sud, se situe la station de Chopok juh.

## Climat
| Mois                                  | jan.       | fév.       | mars       | avril      | mai        | juin      | jui.      | août      | sep.      | oct.       | nov.       | déc.       | année      |
| ------------------------------------- | ---------- | ---------- | ---------- | ---------- | ---------- | --------- | --------- | --------- | --------- | ---------- | ---------- | ---------- | ---------- |
| Température minimale moyenne (°C)     | −9,6       | −10        | −8,2       | −3,7       | 1          | 4,5       | 6,3       | 6,7       | 2,6       | −1         | −4,7       | −8,3       | −2         |
| Température moyenne (°C)              | −7,8       | −8         | −6,1       | −1,5       | 3,2        | 6,9       | 8,8       | 9,1       | 4,5       | 0,9        | −3,1       | −6,6       | 8,4        |
| Température maximale moyenne (°C)     | −5,8       | −5,9       | −3,8       | 0,8        | 5,5        | 9,4       | 11,3      | 11,6      | 6,6       | 2,8        | −1,4       | −4,7       | 2,2        |
| Record de froid (°C) date du record   | −27,8 2017 | −26,2 1991 | −26,3 1987 | −17,6 2003 | −11,5 2017 | −5,6 1987 | −2,9 1984 | −3 1995   | −7 2018   | −14,9 2003 | −19,5 1989 | −25,4 2001 | −27,8 2017 |
| Record de chaleur (°C) date du record | 12 1995    | 9,6 1993   | 11,4 2021  | 12,5 2018  | 17,6 2005  | 20,6 2000 | 22,2 2007 | 21,8 2015 | 22,3 1993 | 15,5 2019  | 14,5 2015  | 13,9 1983  | 22,3 1993  |
| Précipitations (mm)                   | 79,1       | 84,5       | 96,6       | 83,3       | 119,4      | 131,1     | 154,9     | 144,4     | 97,9      | 83,8       | 75,6       | 81,8       | 1 232,4    |
| Nombre de jours avec précipitations   | 13,9       | 13,7       | 14,4       | 12,9       | 15,5       | 15        | 14,8      | 11,9      | 11,9      | 12,3       | 13,6       | 14,2       | 164,1      |